# Dodona
Dodona (em grego clássico: Δοδών(η); romaniz.: Dodón(e)) é um sítio arqueológico e santuário grego do Epiro, na Grécia, celebrado por seu oráculo de Zeus, o mais antigo da Hélade. Era um dos centros dos pelágios, os povos pré-gregos, e Zeus dodonense era cultuado por eles. O oráculo gozou de muito prestígio de início, mas por sua grande distância dos principais Estados gregos, foi suplantado por Delfos. Apesar disso, manteve alta reputação e foi reconhecido mais tarde como um dos três oráculos maiores, os outros dois sendo o de Delfos e o de Zeus Amom na Líbia.

## História
Dodona era um centro pelágio do Epiro, no distrito de Tesprócia. Sua primeira menção ocorre na Ilíada (II.748; XVI.233) e na Odisseia (XIV.327; XIX.296) de Homero. Aquiles teria ido ali para louvar Zeus antes da Guerra de Troia, do mesmo modo em que Ulisses visitou o santuário para consultar seu oráculo. Homero chamou seus sacerdotes de selos (selloi), os "de pés não lavados, dormindo no chão", enquanto Píndaro de helos (helloi), e eles provavelmente eram uma tribo. O país circundante, chamado Helópia (Ελλοπίη), foi descrito por Hesíodo como terra fértil com ricos pastos. Aristóteles colocou a mais antiga Hélade "nas partes em torno de Dodona e Aqueloo" e acrescentou que a enchente de Deucalião ocorreu ali, que "era habitado à época por selos e por povos então chamados Gregos, mas agora Helenos." Heródoto deu a inverosímel origem egípcia, ligando o oráculo ao templo de Tebas no Egito e Zeus Amom na Líbia.
Dizia-se que o deus em Dodona residia no caule dum carvalho, em cuja cavidade sua estátua provavelmente foi colocada nos tempos mais antigos, e que era a princípio seu único templo. O deus revelou sua vontade dos galhos da árvore, quiçá pelo farfalhar do vento e parece que os sacerdotes tinham que interpretar. No tempo de Heródoto e Sófocles, os oráculos foram interpretados por três (Sófocles diz duas) mulheres idosas, nomeadas peleiades, pois se dizia que pombos trouxeram o comando para fundar o oráculo. Heródoto cita o nome de três sacerdotisas, talvez introduzidas no lugar dos selos quando a adoração de Dione estava ligada à de Zeus em Dodona; e os beócios eram as únicas pessoas que continuavam recebendo os oráculos de sacerdotes masculinos.
Conforme Delfos ganhava importância, o oráculo de Dodona era consultado sobretudo pelas tribos vizinhas, como os etólios, acarnanos e epirotas, mas ainda manteve certa fama. Creso da Lídia enviou inquérito ao oráculo; Píndaro compôs peã em honra ao deus pela estreita ligação entre Tebas e Dodona, enquanto Ésquilo e Sófocles falam do oráculo com a mais alta reverência; e Cícero diz que os espartanos, em assuntos importantes, estavam acostumados a pedir o conselho dos oráculos, quer de Delfos, Dodona ou Zeus Amom. Os atenienses também parecem ter consultado com o oráculo, quiçá por suspeitarem da pítia em Delfos na Guerra do Peloponeso (431–404 a.C.). Assim, dizem que foram ordenados pelo deus dodonense a fundar uma colônia na Sicília; Demóstenes cita vários oráculos de Dodona; e Xenofonte recomenda aos atenienses que enviem conselhos. Sob os reis molossos, que gradualmente estenderam seu poder sobre todo o Epiro, Dodona provavelmente voltou a ter importância. As moedas deles frequentemente carregam as cabeças de Zeus e Dione, ou apenas de Zeus, dentro de uma guirlanda de carvalho.
Em 219 a.C., Dodona recebeu um golpe do qual nunca se recuperou. Naquele ano, os etólios sob Dorímaco, que estavam em guerra com Filipe V (r. 221–179 a.C.), devastaram a Etólia e arrasaram o templo do deus. Estrabão, ao descrever a condição arruinada das cidades do Epiro em sua época, diz que o oráculo também quase falhou; mas posteriormente se recuperou, e Pausânias menciona o templo e o carvalho sagrado como objetos dignos do aviso do viajante. Em outros lugares, fala do carvalho de Dodona como a árvore mais antiga de toda a Hélade, ao lado dos lygos de Hera, em Samos. A cidade continuou a existir muito depois. Os nomes de vários bispos de Dodona ocorrem nos Atos dos Concílios: segundo Leake, o último foi no ano de 516. Dodona é mencionado por Hiérocles no século VI.